# Juan Agustín Carreras Ramírez y Orta
Juan Agustín Carreras Ramírez y Orta ( Huesca, 1639 - 1711 ) fue un sacerdote y escritor español.

## Biografía
Juan Agustín estudió Artes y Teología en su ciudad natal, Huesca, y recibió los grados de Licenciado en ambas Facultades.
Posteriormente, Juan Augustín recibió el destino de canónigo magistral de Santa María la Mayor, en Calatayud, y en 3 de octubre de 1691 a otra de igual clase de la metropolitana de Zaragoza, y fue examinador de esta última.
Más tarde, Juan Agustín ejerció el último cargo citado en Valencia y Huesca y también desempeñó el puesto de calificador de la Inquisición de Aragón.
Al final de su vida renunció a todos sus cargos terrenos y se retiró al cenobio rupestre, ya entonces ermita, de San Martín de la Bal de Onsera, de la cual su familia era muy devota (su padre a mediados del siglo XVII efectuó obras y mejoras a cargo de su pecunio personal) en un abismo de la Sierra de Guara de su tierra natal, donde vivía en soledad y contemplación y se desplazaba a los pueblos de alrededor a celebrar la misa, falleciendo durante una celebración en el templo de Ibieca.

## Obra
- Discurso panegírico de santos,..., Zaragoza: P. Ximenez, 1730.
- Doctrina christiana cathechistica..., Zaragoza, P. Ximenez, 1730, 5 tomos en 4.º.
- Flores lauretanas del pensil oscense,..., Zaragoza: Domingo Gascón, 1698.
- Norte de pureza...., Barcelona: M. Gelabert, 1687.
- Practica de curas y missioneros, Barcelona: J. Llopis, 1690, 2 vols.
- Practica y sermones
- Sermones del Adviento y de la Concepción, Zaragoza: P. Ximenez, 1730.
- Vida de San Lorenzo Mártir, Zaragoza, 1691, 3 tomos en 4.º
- Vida y pública veneración del Sol de la montaña, Zaragoza, 1702.